# Garfield (bande dessinée)
Pour les articles homonymes, voir Garfield.
Garfield est un comic strip humoristique de Jim Davis. Elle est publiée pour la première fois le 19 juin 1978 dans 41 journaux. En 2010, elle est publiée dans plus de 2 570 journaux répartis dans 111 pays, et est traduite en 28 langues, ce qui fait d'elle l'une des bandes dessinées les plus publiées au monde.
L'histoire est une suite de gags tournant autour d'un gros chat orange, nommé Garfield, dont la bande dessinée tire son nom. Ce personnage se caractérise par son humour méchant et féroce, sa fainéantise ainsi que ses réflexions désabusées, parfois philosophiques.
Après leurs publications dans la presse, les strips sont regroupés dans des recueils. La première adaptation cinématographique, Garfield, fut réalisée par Peter Hewitt en 2004 et sa suite (reprise par Tim Hill) ainsi qu'une autre trilogie direct-to-video de Mark Dippé sortent de 2006 à 2009.

## Histoire

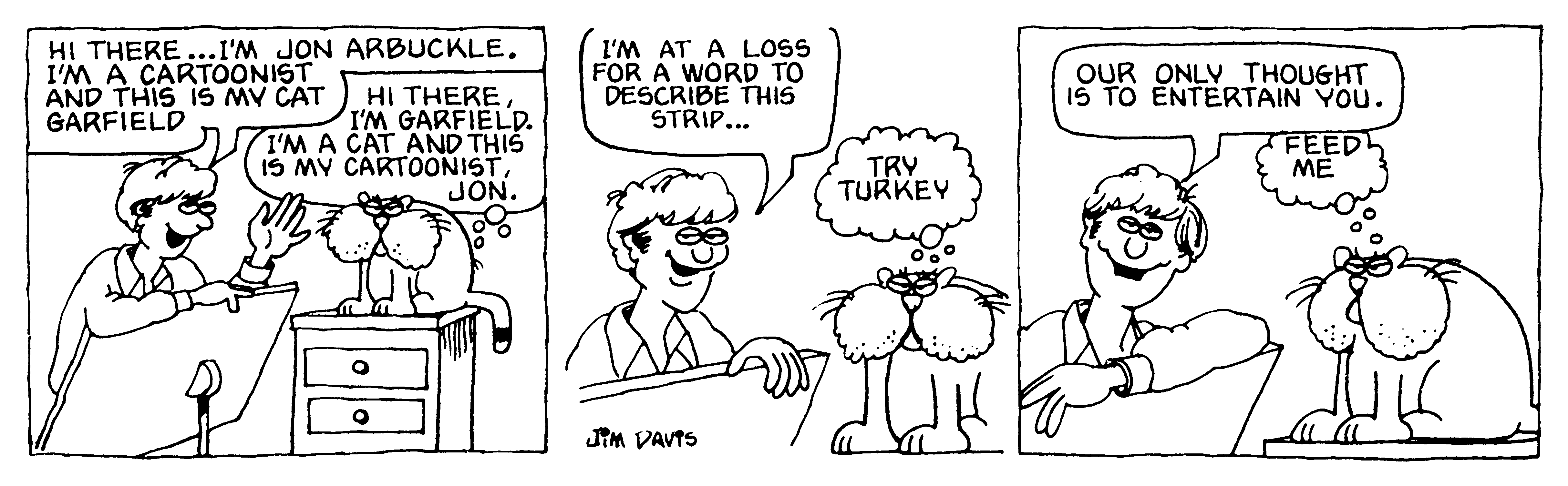
La première bande dessinée avec Jon Arbuckle et Garfield le chat est baptisée Jon et paraît dans le Pendleton Times le 8 janvier 1976.

Dans les années 1970, Jim Davis écrit une bande dessinée, Gnorm Gnat, qui rencontre des commentaires le plus souvent négatifs. Un éditeur a déclaré que « sa manière de dessiner était bonne, ses gags aussi », mais que « personne ne peut s'identifier à des insectes ». Davis a tenu compte de ces conseils et a créé une nouvelle bande dessinée avec un chat comme personnage principal.
La bande dessinée se composait au départ de quatre personnages principaux. Garfield, le personnage principal, est basé sur les chats autour desquels Jim Davis avait grandi. Il a pris comme nom et comme personnalité ceux de son grand-père, James A. Garfield Davis, qui était, d'après les paroles de Davis, « un grand homme acariâtre ». Jon Arbuckle est venu d'une publicité des années 1950 pour une marque de café, et Odie d'une publicité radio que Davis avait créée pour Oldsmobile-Cadillac. Le quatrième personnage, Lucien, était le propriétaire d'origine d'Odie ; il a été écrit pour donner à Jon quelqu'un à qui parler. Davis s'est rendu compte plus tard que Garfield et Jon pourraient « communiquer non-verbalement » et Lyman (nom dans la version originale) disparut.
La série a été initialement refusée par le King Features Syndicate et Chicago Tribune-New York Daily News, avant que United Feature Syndicate ne l'accepte en 1978. Garfield fait ses débuts dans 41 journaux le 19 juin 1978,. Garfield est rapidement devenu un succès commercial.
En 1981, moins de trois ans après sa sortie, la bande dessinée apparaît dans 850 journaux et a accumulé plus de 15 millions de dollars. Pour gérer cette affaire, Jim Davis fonde Paws, Inc. (en),.
En 1994, l'entreprise de Jims Davis, Paws, Inc., a acheté tous les droits des bandes dessinées de 1978-1993 à United Feature. Garfield est actuellement distribué par Universal Press Syndicate. Toutefois, les droits de la bande dessinée appartiennent à Paws Inc.
En 2002, Garfield est devenue la bande dessinée la plus diffusée au monde, apparaît dans 2 570 journaux et compte 263 millions de lecteurs dans le monde entier.
En 2004, Garfield est apparue dans près de 2 600 journaux et s'est vendue entre 750 millions et 1 milliard de dollars dans 111 pays.
Au fur et à mesure de son histoire, la bande dessinée a subi des changements de style. Le style de Garfield est probablement le plus remarquable, celui-ci ayant subi une « évolution darwinienne ». Il s'est mis à marcher sur ses pattes arrière et s'est allégé. Son évolution, selon Davis, a été faite pour rendre plus facile l'action de « pousser Odie hors de la table » ou pour qu'il puisse « atteindre un morceau de gâteau ».
Jim Davis n'est plus le seul dessinateur de Garfield. Bien qu'il continue à créer des histoires et des croquis, d'autres artistes sont chargés de l'encrage, de la colorisation et du lettrage. Davis passe le plus clair de son temps à gérer l'entreprise et la commercialisation de Garfield.

## Personnages

### Garfield
Garfield est un gros chat orange à rayures noires, égoïste et fainéant et dont les principales occupations sont manger, dormir et tyranniser son entourage dont le pauvre chien Odie à qui il fait des blagues en permanence. L'ego de Garfield est démesuré ; il estime être le centre du monde, et est certain que les chats forment l'espèce la plus évoluée de la planète. Selon son grand-père, il pesait à sa naissance cinq livres, six onces. Lorsque Jon est venu à la boutique, il a dû choisir entre Garfield, un iguane et un Pet Rock.
Garfield n'est pas solitaire. Il a une petite amie du nom d'Arlène, qui a les dents de devant écartées et est très susceptible à ce sujet. Mais il est souvent sans pitié avec les autres, surtout Nermal, « le chaton le plus mignon du monde », qu'il a expédié une fois par la poste à Abou Dabi, Émirats arabes unis. À part à lui-même, Garfield donne son affection à son ours en peluche, Pooky et parfois à Odie. Il est également très copain avec les souris, refusant de les chasser, préférant les corrompre ou même jouer au bridge avec elles ! Son meilleur ami chez les souris est Squeak, appelé aussi Hermann Vermin.
Gags récurrents, Garfield déteste les lundis, jour où il ne lui arrive que des malheurs, les araignées, les raisins secs, les anchois, les régimes que Jon lui fait subir très souvent, la balance qu'il utilise et qui se moque très souvent de lui. Ses autres occupations sont, entre autres, la chasse aux facteurs, les récitals nocturnes sur les palissades (où il est toujours hué et bombardé avec divers projectiles), la dégustation des lasagnes (son plat favori), et surtout jouer des tours à Odie ainsi qu'à Jon. Au quotidien, Garfield s'emploie à éviter que le réveil ne sonne, ou encore manger les plantes que Jon met un peu partout dans sa maison, affirmant par la suite ne pas être un lapin. Garfield est un grand amateur de café, surtout le matin, où il se comporte comme un véritable ours avant de le prendre.
Garfield pèserait un peu plus de 32 kg, plus ou moins, suivant ses régimes.
La mère et le grand-père maternel de Garfield apparaissent dans une série d'épisodes en décembre 1984. On y apprend que Garfield est né dans la cuisine d'un restaurant italien Mama Leone's, qui fit faillite quelque temps plus tard, ce qui est sans doute une explication logique à son goût prononcé pour les lasagnes.
Garfield doit son nom au grand-père de Jim Davis, James A. Garfield Davis.

### Jon Arbuckle
Jon Arbuckle, très exactement Jonathan Q. Arbuckle, est le maître de Garfield. Ce célibataire a des mœurs parfois étranges : il adore trier ses chaussettes et passe des samedis soir endiablés à se couper les ongles d'orteils, à jouer de l'accordéon, à faire un feu dans le salon alors qu'il n'y a pas de cheminée, ou à jouer aux fléchettes en utilisant des sardines.
Jon est persuadé de posséder un charme qu'il n'a pas, et tente vainement de séduire la plupart des personnages féminins qu'il rencontre, en particulier Liz Wilson, la vétérinaire d'Odie et de Garfield. Il l'a souvent invitée au restaurant, au cinéma, et a réussi cinq fois à l'embrasser ; les autres tentatives se sont toutes soldées par des échecs. Ses tentatives de drague au téléphone sont toutes des échecs retentissants, certaines femmes allant jusqu'à programmer des messages « anti-Jon » sur leurs répondeurs. Cependant, les bandes dessinées de Garfield les plus récentes, depuis 2006, montrent clairement que Jon et Liz sortent ensemble - depuis l'album Au poil- et sont amoureux.
Le comportement ambivalent de Jon, lorsqu'il drague au téléphone, est l'un des gags récurrents de la série. Lorsqu'il téléphone à des femmes pour les inviter au restaurant, il accepte un rendez-vous qui aura lieu trois semaines ou trois ans plus tard, ou les conditions humiliantes que lui impose la demoiselle. Son désert sentimental et son manque de confiance en lui le poussent à mettre sa dignité au placard, ainsi que Garfield le lui fait remarquer avant de s'en moquer. Mais il est également capable, après avoir essuyé un refus de toutes les femmes, de les rappeler en prenant un accent italien ; il est donc persévérant pour le plus grand bonheur de son chat. Tout à sa joie d'avoir décroché un rendez-vous, Jon ne se rend pas compte qu'il vient d'inviter à diner l'horloge parlante ou une ancienne camarade de classe qui ne s'est pas encore fait opérer du cerveau.
Les performances sportives de Jon sont du même calibre. Parti pour faire de la course de fond, il se prend la porte en pleine figure, ou s'évanouit après avoir noué ses lacets. En culture physique, il parvient à peine à soulever des haltères de un kilogramme, quand le bandeau qu'il se met autour de la tête ne le fait pas souffrir.
Jon est un homme dont chaque qualité est corrélée à un défaut : la persévérance à la naïveté, la galanterie à la maladresse - notamment vis-à-vis de Liz -, la lucidité (dans l'analyse qu'il fait de son désert affectif) à la puérilité, l'entrain à la fainéantise. Enfin, l'affection qu'il témoigne à ses animaux est corrélée à la culpabilité qu'il éprouve lorsqu'il est amené à les laisser seuls pour sortir avec une femme.
Jon et Garfield vont régulièrement manger dans un snack-bar tenu par Irma. Celle-ci leur offre des plats et des boissons qui s'avèrent presque toujours répugnants.
Garfield se moque souvent des situations que Jon provoque, et n'hésite pas à lui jouer aussi des tours. Cependant, Jon parvient, en de rares occasions, à prendre le dessus sur Garfield. En outre, Jon possède un talent certain pour se mettre dans des situations improbables ou burlesques : une chauve-souris se coince dans ses cheveux, il noue un serpent autour de son cou au lieu d'une cravate, confond un chapeau avec une ruche, et, sans s'en rendre compte, sort entièrement nu de sa maison pour aller au surf. Enfin Jon ironiquement supporte aussi mal les régimes que Garfield.
On ne voit jamais Jon travailler, mais il exerce officiellement la profession de dessinateur de BD, et il est propriétaire de sa maison.

### Odie
Odie est le second animal de compagnie de Jon Arbuckle. C'est un chien très proche d'une race de chien réelle, les Jack Russell Terrier, mais de couleur jaune (parfois pâle), avec un énorme point noir sur le flanc. Ses signes distinctifs sont les suivants : une langue surdimensionnée, puante et bavante (dixit Garfield lui-même) et un des QI les plus atrophiés. Odie serait à ce point stupide qu'il lui a fallu deux ans pour apprendre à respirer, même si un comic le présente « hors-caméra » sous les traits d'un personnage intelligent écoutant du Mozart et lisant Guerre et Paix. Il est aussi le seul personnage qui n'utilise aucune forme de dialogue, ne s'exprimant qu'à travers des gestes, par exemple en léchant Garfield pour lui témoigner son affection.
Odie est le souffre-douleur par excellence de Garfield, son punching-dog sur lequel il adore se défouler. Supplice récurrent : un coup de pied dans le derrière de son camarade canin, souvent du haut d'une table, car Garfield apprécie le bruit de la chute. Le jour où Odie valse au travers de la pièce est plus communément appelé samedi.
On ne compte plus le nombre de fois où Garfield s'est livré à ce « botté de chien ». Celui-ci est un peu l'arbre qui cache la forêt, le brave toutou ayant subi nombre de tours pendables de la part du gros chat tyrannique.
Liste non exhaustive des sévices que Garfield lui a fait subir : enfoui sous terre, collé au plafond, gonflé à l'hélium, enduit d'amidon, peint de toutes les couleurs, expédié en colis postal pour Ouagadougou, langue coincée dans le magnétoscope, bloqué dans la chatière voire dans les toilettes, cobaye pour jouer les chiens volants, transformé en toupie, tête coincée dans un crâne de vache, épinglé par un pin's « Les chiens sont crétins », etc.
Cependant, Odie aime taquiner Garfield à propos de son âge, lorsque son anniversaire approche.

### Autres personnages
- M'man, P'pa et Doc, respectivement mère (maman), père (papa) et petit frère de Jon. Ces derniers forment une famille caricaturale de fermiers des milieux ruraux américains. Leur passe-temps favori est par exemple d'aller voir le nouveau feu rouge sur la nationale ou de regarder tourner la machine à laver et guetter le passage de la chaussette rouge.
- Lyman qui fut, pendant un temps, le colocataire de Jon et le premier propriétaire d'Odie. Dans un épisode spécial, il est révélé que Lyman était parti pour photographier le Zabadou, Jon décide de retrouver Lyman au Franistan. Après une course-poursuite, Odie rattrapa le Zabadou qui était en fait Lyman. Il décide de garder Odie et de le ramener à Garfield car il n'était pas heureux (comme Garfield qui ne mangeait plus), ce qui explique peut-être sa disparition du comic. L'auteur a déclaré qu'il ne fallait pas regarder dans la cave de Jon. Plus vraisemblablement, Garfield s'étant mis à parler, Lyman aurait été jugé inutile. Il répète souvent : Eh ben, ta pas grandi ?.
- Liz Wilson, la vétérinaire d'Odie et de Garfield dont Jon est amoureux, mais il peine à faire progresser leur relation. Depuis l'album Au poil, Liz est devenue la petite amie de Jon, à la suite d'un quiproquo dans un restaurant avec Ellen, une amie qui avait toujours refusé les avances de Jon. Elle découvre les joies de l'univers de Jon.
- Irma, serveuse dans un snack-bar dont les mets ont la particularité d'être répugnants. Très complice avec Jon, ses spécialités sont entre autres le fameux « poulet surprise » où elle sert le plat avec un masque de poulet en hurlant « surprise ! »
- Nermal, le chaton le plus mignon du monde dixit lui-même. Éternellement jeune, il fait souvent le gentil chaton avec Jon. En revanche, il ne manque pas de réapparaître à chaque anniversaire de Garfield pour lui rappeler son âge avancé. Il a tendance à disparaître aussi vite qu'il apparaît, mais pas toujours de son plein gré. Il va jusqu'à dire qu'il a un entraîneur pour rester jeune et en pleine forme. Il subit aussi les coups de Garfield comme être envoyé à Abou Dhabi ou au Groenland.
- Arlène, la petite amie de Garfield qui, pourtant, le trouve désagréable, gros et beaucoup d'autres choses… C'est une chatte rose avec des lèvres couleur rouge pimpant et des dents écartées : d'ailleurs, Garfield ne manque pas de le lui rappeler régulièrement, malheureusement pour lui.
- Pookie, l'ours en peluche de Garfield couleur brun.
- La balance, Garfield la consulte pendant un régime, ou de temps en temps pour connaître son poids. Elle a un processeur qui lui permet de parler et ne retient pas sa langue. On lui trouve les citations suivantes : « Une seconde, avez-vous envisagé de faire une carrière de péniche fluviale ? » - « Bravo, il vous est maintenant officiellement interdit d'emprunter certains ponts ». Ce qui fait qu'elle se retrouve souvent à la poubelle, désactivée ou encore frappée d'un coup de marteau.
- Squeak, une souris que Garfield fait semblant de chasser pour que Jon continue de le nourrir. C'est une bonne amie de Garfield.
- Herman Vermin, la souris d'en face qui écrit sur les portes des souris voisines mais qui se trompe souvent de porte du fait de son intelligence limitée.
- Les araignées Garfield raffole d'écraser des araignées avec son journal ou dans certains albums avec un papier cadeau en temps de Noël. Les araignées résistent, le provoquent, tentent d'établir une paix qui ne tient qu'à un fil. Lors de l'anniversaire de Garfield elles lui offrent un cadeau qu'elles emballent elles-mêmes.
- Mme Feeny voisine de Jon, à qui Garfield passe son temps à jouer de mauvais tours. Elle appelle souvent Jon pour l'informer des actes de Garfield. On n'a jamais vu son visage mais elle porte une perruque blonde, un dentier, un collier de perles et des chaussures à talons rouges. Elle possède également un chihuahua que Garfield fait autant souffrir que sa maîtresse.

## Collection originale
Tous les albums référencés sont ceux parus en France.

### Albums numérotés
| Numéro | Titre                                  | Date de sortie  | ISBN                                          |
| ------ | -------------------------------------- | --------------- | --------------------------------------------- |
| 1      | Garfield prend du poids                | avril 1990      | (ISBN 2-205-02563-5)                          |
| 2      | Faut pas s'en faire                    | janvier 1984    | (ISBN 2-205-02671-2)                          |
| 3      | Les Yeux plus gros que le ventre       | avril 1990      | (ISBN 2-205-02864-2)                          |
| 4      | La Faim justifie les moyens            | octobre 1985    | (ISBN 2-205-03027-2)                          |
| 5      | Moi, on m'aime                         | mars 1986       | (ISBN 2-205-03186-4)                          |
| 6      | Une lasagne pour mon royaume           | février 1987    | (ISBN 2-205-03419-7)                          |
| 7      | La Diète, jamais !                     | novembre 1989   | (ISBN 2-205-03420-0)                          |
| 8      | Qui dort, dîne !                       | octobre 1989    | (ISBN 2-205-03185-6)                          |
| 9      | La Bonne Vie !                         | mars 1990       | (ISBN 2-205-03461-8)                          |
| 10     | Tiens bon la rampe                     | juin 1990       | (ISBN 2-205-03745-5)                          |
| 11     | Ah ! le farniente                      | mars 1990       | (ISBN 2-205-03874-5)                          |
| 12     | Fainéant et gourmand                   | septembre 1990  | (ISBN 2-205-03994-6)                          |
| 13     | Je suis beau !                         | septembre 1991  | (ISBN 2-205-04072-3)                          |
| 14     | Garfield lave plus blanc !             | avril 1992      | (ISBN 2-205-04115-0)                          |
| 15     | Garfield fait boule de neige           | octobre 1992    | (ISBN 2-205-04143-6)                          |
| 16     | Garfield fait feu de tout bois         | juillet 1993    | (ISBN 2-205-04214-9)                          |
| 17     | Garfield n'est pas un cadeau !         | novembre 1993   | (ISBN 2-205-04259-9)                          |
| 18     | Garfield dort sur ses deux oreilles    | avril 1994      | (ISBN 2-205-04294-7)                          |
| 19     | Garfield travaille du chapeau          | décembre 1994   | (ISBN 2-205-04349-8)                          |
| 20     | Garfield ne se mouille pas             | mars 1995       | (ISBN 2-205-04398-6)                          |
| 21     | La Soupe est froide !                  | juillet 1995    | (ISBN 2-205-04404-4)                          |
| 22     | Garfield n'oublie pas sa brosse à dent | février 1996    | (ISBN 2-205-04511-3)                          |
| 23     | Garfield est un drôle de pistolet      | octobre 1996    | (ISBN 2-205-04565-2)                          |
| 24     | Garfield se prend au jeu               | mars 1997       | (ISBN 2-205-04605-5)                          |
| 25     | Garfield est sur la mauvaise pente     | novembre 1997   | (ISBN 2-205-04606-3)                          |
| 26     | Ça déménage !                          | avril 1998      | (ISBN 2-205-04757-4)                          |
| 27     | Garfield se la coule douce !           | septembre 1998  | (ISBN 2-205-04759-0)                          |
| 28     | Garfield fait des vagues               | avril 1999      | (ISBN 2-205-04848-1)                          |
| 29     | En roue libre                          | septembre 1999  | (ISBN 2-205-04872-4)                          |
| 30     | Dur de la feuille                      | mars 2000       | (ISBN 2-205-04985-2)                          |
| 31     | Ma soupière bien aimée                 | octobre 2000    | (ISBN 2-205-05059-1)                          |
| 32     | Le Début de la faim                    | mars 2001       | (ISBN 2-205-05176-8)                          |
| 33     | Garfield a une idée géniale            | septembre 2001  | (ISBN 2-205-05198-9)                          |
| 34     | Garfield mange plus vite que son ombre | février 2002    | (ISBN 2-205-05315-9)                          |
| 35     | Demandez le programme                  | août 2002       | (ISBN 2-205-05343-4)                          |
| 36     | Tout schuss                            | février 2003    | (ISBN 2-205-05440-6)                          |
| 37     | C'est la fête !                        | novembre 2003   | (ISBN 2-205-05462-7)                          |
| 38     | Chat académie                          | mars 2004       | (ISBN 2-205-05581-X)                          |
| 39     | Garfield fait son cinéma               | octobre 2004    | (ISBN 2-205-05582-8)                          |
| 40     | Garfield fait le poids                 | février 2005    | (ISBN 2-205-05703-0)                          |
| 41     | Garfield va au panier                  | octobre 2005    | (ISBN 2-205-05704-9)                          |
| 42     | Devine qui vient dîner ce soir ?       | janvier 2006    | (ISBN 2-205-05870-3)                          |
| 43     | Le King                                | octobre 2006    | (ISBN 2-205-05871-1)                          |
| 44     | Un amour de lapin                      | mai 2007        | (ISBN 2-205-05967-X)                          |
| 45     | Où est Garfield ?                      | octobre 2007    | (ISBN 2-205-05968-8)                          |
| 46     | Moi, gourmand ?                        | mai 2008        | (ISBN 2-205-06121-6)                          |
| 47     | Un peu, beaucoup, à la folie           | octobre 2008    | (ISBN 2-205-06122-4)                          |
| 48     | Au travail !                           | mai 2009        | (ISBN 2-205-06293-X)                          |
| 49     | À table !                              | octobre 2009    | (ISBN 2-205-06294-8)                          |
| 50     | Au poil                                | juin 2010       | (ISBN 2-205-06422-3)                          |
| 51     | Garfield ne manque pas d'air           | octobre 2010    | (ISBN 2-205-06423-1)                          |
| 52     | Bête de scène                          | mai 2011        | (ISBN 2-205-06660-9)                          |
| 53     | Chat déchire                           | octobre 2011    | (ISBN 2-205-06661-7)                          |
| 54     | Le Dindon de la farce                  | mai 2012        | (ISBN 2-205-06662-5)                          |
| 55     | Croquette à la grimace                 | octobre 2012    | (ISBN 2-205-06663-3)                          |
| 56     | Les amis c'est pour la vie             | mai 2013        | (ISBN 978-2-205-07145-0)                      |
| 57     | Crazy Kart                             | octobre 2013    | (ISBN 2-205-07152-1)                          |
| 58     | Félin pour l'autre                     | janvier 2014    | (ISBN 978-2205-07229-7)                       |
| 59     | Chat Geek                              | octobre 2014    | (ISBN 978-2205-07230-3)                       |
| 60     | La Haine du lundi                      | avril 2015      | (ISBN 978-2205-07361-4)                       |
| 61     | Garfield perd la boule                 | octobre 2015    | (ISBN 978-2205-07362-1)                       |
| 62     | Bonne pâte                             | mai 2016        | (ISBN 978-2205-07541-0)                       |
| 63     | Aaagh !                                | octobre 2016    | (ISBN 978-2205-07542-7)                       |
| 64     | Garfield nous prend de haut            | mai 2017        | (ISBN 978-2205-07650-9)                       |
| 65     | Chat glisse                            | octobre 2017    | (ISBN 978-2205076516)                         |
| 66     | Chat-Zam !                             | mai 2018        | (ISBN 978-2205077308)                         |
| 67     | Garfield voyage léger (Ça roule !)     | octobre 2018    | (ISBN 978-2205077315)                         |
| 68     | Roi de la jungle                       | mai 2019        | (ISBN 978-2205079487)                         |
| 69     | Gribouille                             | octobre 2019    | (ISBN 978-2205079494)                         |
| 70     | Garfield leur met la pâtée             | octobre 2020    | (ISBN 978-2205085198)                         |
| 71     | Garfield a du bleu dans les yeux       | mai 2021        | (ISBN 978-2205086768)                         |
| 72     | Chat de bibliothèque                   | octobre 2021    | (ISBN 978-2205089806)                         |
| 73     | Garfield Bien luné                     | avril 2022      | (ISBN 978-2205203110)                         |
| 74     | Comme un lundi !                       | octobre 2022    | (ISBN 978-2205203240)                         |
| 75     | Garfield à fleur de poil               | mai 2023        | (ISBN 978-2205206289)                         |
| 76     | Ras le bol !                           | octobre 2023    | (ISBN 978-2205208184)                         |
| 77     | Le repos du greffier                   | 30 Juillet 2024 | (ISBN 2205211323)                             |
| 78     | L’ordre des choses                     | 05 Octobre 2024 | (ISBN 2205211331)                             |
| 79     | Pirate des Charaïbes                   | mai 2025        | (ISBN 2205213201[à vérifier : ISBN invalide]) |

### Hors-séries
1. Garfield sonne toujours deux fois, janvier 1991, Bagheera (Belgique)
2. Garfield se jette à l'eau, juin 1999, Dargaud pour Esso
3. Garfield fait le maximum, octobre 2000, Maxi-Livres
4. Garfield Story, Une vie de chat, novembre 2003, Dargaud
5. Garfield le monde de la BD - 28, avril 2004, Panini Comics
6. Garfield ce chat n'est pas un cadeau, novembre 2006, Dargaud
7. Garfield aime les cadeaux, septembre 2007, ViaMédias Éditions
8. Garfield ma saison préférée, septembre 2007, ViaMédias Éditions
9. Garfield 30 ans de rires et de lasagnes, novembre 2008, Dargaud
10. Garfield au boulot, Garfield !, mars 2009, Dargaud pour Total
11. Garfield Lasagnes repos dodo !, mars 2009, Dargaud pour Total
12. Garfield les pieds dans l'eau, juin 2010, Dargaud pour Total
13. Garfield sous la pâtée, la plage !, juin 2010, Dargaud pour Total

## Nouvelle collection:Garfield et Cie
Contrairement à la première série, celle-ci est basée sur des épisodes de la série télévisée d'animation du même nom. En revanche, la publication est toujours effectuée par Dargaud.
| Numéro | Titre                      | Date de sortie | ISBN                     |
| ------ | -------------------------- | -------------- | ------------------------ |
| 1      | Poisson-chat               | mars 2010      | (ISBN 2-205-06471-1)     |
| 2      | Les Égyptochats            | mars 2010      | (ISBN 2-205-06517-3)     |
| 3      | Catzilla                   | novembre 2010  | (ISBN 2-205-06703-6)     |
| 4      | Chahut de Noël             | novembre 2010  | (ISBN 2-205-06704-4)     |
| 5      | Quand les souris dansent ! | mars 2011      | (ISBN 2-205-06735-4)     |
| 6      | Maman Garfield             | mars 2011      | (ISBN 2-205-06736-2)     |
| 7      | Un conte de Noël           | novembre 2011  | (ISBN 978-2-205-06747-7) |
| 8      | Agent secret               | novembre 2011  | (ISBN 978-2-205-06748-4) |

## Produits dérivés

### Séries d'animation
- 1988-1994 : Garfield et ses amis
- 2009-2016 : Garfield et Cie
- 2019-2020 : Garfield Originals

### Films d'animation
- 2004 : Garfield de Peter Hewitt
- 2006 : Garfield 2 de Tim Hill
- 2007 : Reviens, Garfield ! de Mark Dippé
- 2008 : Garfield, champion du rire de Mark Dippé
- 2009 : Super Garfield de Mark Dippé
- 2024 : Garfield : Héros malgré lui de Mark Dindal

### Jeux vidéo
Cette section présente sous forme de tableau détaillé, la liste des principaux jeux vidéo sortis sur les différents supports.
| Titres                                                                                         | Développeur      | Éditeur          | Plate-forme                           | Date de sortie |
| ---------------------------------------------------------------------------------------------- | ---------------- | ---------------- | ------------------------------------- | --- |
| Garfield                                                                                       |                  | Atari            | Atari 2600                            | non sorti (à la suite du krach du jeu vidéo de 1983, le jeu est annulé mais une version sur cartouche sort tout de même, basée sur la mémoire morte du jeu). |
| Garfield : Winter's Tail                                                                       |                  | Softek           | Amstrad CPC                           | 31 décembre 1989 |
| Garfield : Labyrinth                                                                           |                  | Kemco            | Game Boy                              | 31 décembre 1992 |
| Garfield : A Week of Garfield                                                                  | Towa Chiki       | Nintendo         |                                       | |
| Garfield: Caught in the Act                                                                    | Point of View    | Sega             | Mega Drive / Game Gear / PC           | 1995 |
| Garfield : Caught in TV Land                                                                   | Point of View    | Sega             | PC                                    | 8 août 1996 |
| Garfield : Je crée ma BD !                                                                     |                  | Emme             | PC                                    | 7 avril 2000 |
| Garfield : The Movie Garfield                                                                  | The Code Monkeys | Hip Interactive  | PlayStation 2 / Game Boy Advance / PC | 26 novembre 2004 |
| Garfield : Saving Arlene Garfield : Sauver Arlène                                              | Eko              | Hip Interactive  | PlayStation 2 / PC                    | 14 octobre 2005 |
| Garfield : The Search for Pooky Garfield : À la recherche de Pookie                            |                  | The Game Factory | Game Boy Advance                      | 14 novembre 2005 |
| Garfield : And his Nine Lives Garfield et ses neuf vies                                        |                  | The Game Factory | Game Boy Advance                      | 2 juin 2006 |
| Garfield : The Bound for Home                                                                  |                  | The Game Factory | Nintendo DS                           | 24 février 2006 |
| Garfield 2 : A Tale of Two Kitties France : Garfield 2 : Le film                               | Asobo Studio     | The Game Factory | PlayStation 2 / Nintendo DS / PC      | 29 septembre 2006 |
| Garfield's Nightmare Le Cauchemar de Garfield                                                  | Shin'en          | The Game Factory | Nintendo DS                           | 2 mars 2007 |
| Garfield : Lasagna World Tour                                                                  | Mindscape        | Eko              | PlayStation 2 / PC                    | 15 septembre 2007 |
| Garfield's : Fun Fest                                                                          |                  | Zoo Digital      | Nintendo DS                           | 3 octobre 2008 |
| Garfield : Gets Real                                                                           | Gravity          | Zoo Digital      | Nintendo DS / Wii                     | 5 novembre 2009 |
| The Garfield Show : Threat of the Space Lasagna Garfield et la menace des lasagnes de l'espace |                  | Eko              | Wii                                   | 11 juin 2010 |
| Garfield : Pet Force                                                                           |                  | Zoo Digital      | Nintendo DS / Wii                     | 2010 |

### Jeux de société
- Garfield (1978), publié par Parker Brothers. De deux à quatre joueurs pour une durée moyenne de 20 minutes.
- Garfield Kitty Letters (1983), publié par Parker Brothers. De deux à quatre joueurs pour une durée moyenne de 30 minutes.
- Garfield's Party Game (1989), publié par F.X. Schmid, Paul Lamond Games et Murfett Regency. De trois à quatre joueurs.
- Monopoly - Garfield Collector's Edition (2003), publié par Parker Brothers. De deux à six joueurs pour une durée moyenne de 90 minutes.

### Jeux de cartes
- Garfield's Crazy Card Game (1978), publié par Paul Lamond Games. De 2 à 8 joueurs.
- Garfield's Serve You Right Card Game (1978), publié par Murfett Regency. De 2 à 8 joueurs pour une durée moyenne de 20 minutes.
- Garfield Kids' Card Game (1982), publié par Parker Brothers. De 2 à 4 joueurs pour une durée moyenne de 20 minutes.

### Sites internet
Un Irlandais du nom de Dan Walsh a réalisé un site intitulé Garfield Minus Garfield (« Garfield sans Garfield ») où seul Jon apparaît et se parle dans une ambiance plutôt psychotique. L'idée a été saluée par Jim Davis, et l'éditeur historique de Garfield Ballantine Books a décidé de publier un album des aventures de Jon.

## Documentation
(novembre 2024).
- (en) Noah Berlatsky, « Garfield », dans The Comics Journal no 296, Fantagraphics, février 2009, p. 148-150.
- Patrick Gaumer, « Garfield », dans Larousse de la BD, Paris : Larousse, 2010, p. 353-354.